# Медвежьегорская ремонтно-эксплуатационная база флота
Медвежьегорская ремонтно-эксплуатационная база флота — судоремонтно-судостроительное предприятие в поселке Пиндуши, одно из основных предприятий поселка.

## История
В 1934 г. была организована Пиндушская судоверфь, которая подчинялась НКВД СССР и занималась строительством и ремонтом судов для нужд Беломорканала.
Уже к июлю 1934 года на заводе было построено 20 единиц несамоходного флота — «берлин» грузоподъемностью 800—1000 тонн.
Одними из первых судов, построенных на верфи были пассажирские «Трамвай-1» и «Трамвай-2» на 85 мест, работавшие на Онежском озере и Выгозере до 1946 г.
С конца 1935 г. на верфи строились экспедиционные моторно-парусные судов типа «Смольный» по заказу Главсевморпути, в том числе Академик Шокальский (1940), а также дрифтеры и мотоботы «кавасаки» [прояснить](последние и в пассажирском варианте), мотоботы для арктического плавания, деревянные суда для Мурманрыбы.
Среди основной продукции судоверфи также были морские лихтеры для перевозки апатитовой руды по Белому морю, Беломорканалу и Онежскому озеру.
В 1939 г. как предприятие Беломорканала судоверфь передана в ведение Наркомата речного флота.
С образованием в 1940 г. Беломорско-Онежского пароходства вошло в его систему.
В годы Великой Отечественной войны предприятие сильно пострадало от действий противника, рабочие были эвакуированы на другие судостроительные предприятия страны, в том числе на Вычегодский судостроительный завод Коми АССР. После окончания войны предприятие было восстановлено.

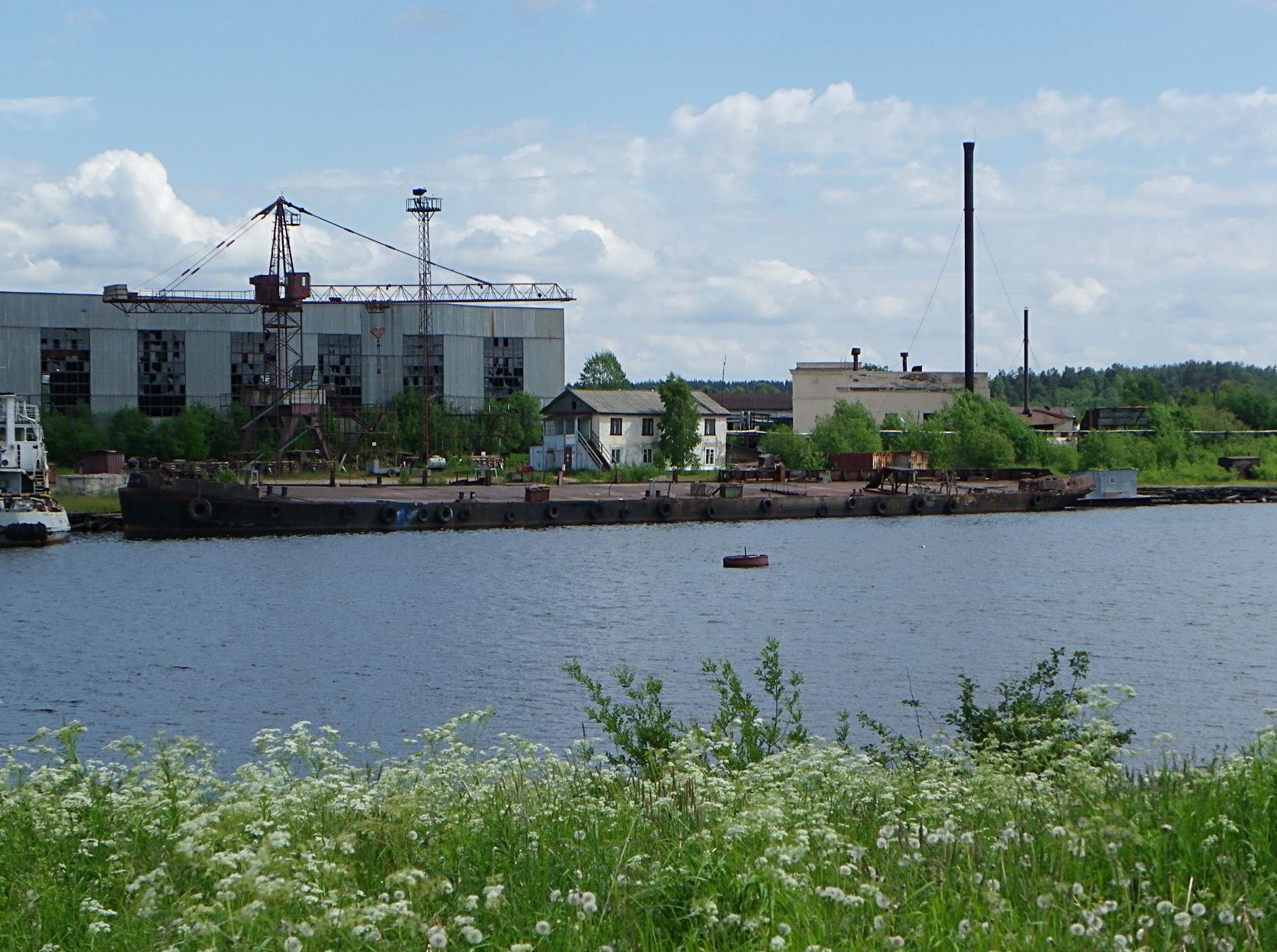
Медвежьегорская ремонтно-эксплуатационная база флота

16 марта 1957 г. Пиндушская верфь была переименована в Пиндушский судоремонтный-судостроительный завод (Пиндушский ССРЗ) Беломорско-Онежского пароходства.
В 1958 г. во исполнение приказа Министерства речного флота РСФСР Пиндушская судостроительная верфь была объединена с Повенецкой ремонтно-эксплуатационной базой (созданной в 1939 г. как Повенецкий судоремонтный завод). Новое предприятие получило название Пиндушский внеразрядный судостроительно-судоремонтный завод Беломорско-Онежского пароходства.
Завод освоил металлическое судостроение, домостроение, строительство металлических барж грузоподъемностью 300 тонн.
На балансе предприятия числились буксирные суда типа «Ижорец», несамоходные лихтеры.
В эти годы активно строится жилье для водников, учреждения соцкульбыта. Руководивший предприятием более 25 лет Евгений Давыдович Павленко был награждён званиями «Заслуженный работник народного хозяйства Карельской АССР» и «Почетный работник речного флота Российской Федерации».
С 30 июня 1962 г. Пиндушский судоремонтно-судостроительный завод реорганизован в Пиндушскую ремонтно-эксплуатационную базу флота
На основании приказа Министерства речного флота от 24 апреля 1973 г. Пиндушская ремонтно-эксплуатационная база флота реорганизована в Медвежьегорский судоремонтно-судостроительный завод.
В эти годы предприятие занималось производством барж-площадок грузоподъемностью 600 тонн, осуществляло техническое и хозяйственное обслуживание судов типа «Волго-Балт», «Балтийский», буксиров типа «Шлюзовой», лихтеров финской постройки. В 1974 г. базой был модернизирован сухогруз «Сормовский-5» в автомобилевоз для перевозки автомобилей за рубеж.
Приказом министерства речного флота от 3 сентября 1981 г. Медвежьегорский судоремонтно-судостроительный завод был переименован в Медвежьегорскую ремонтно-эксплуатационную базу флота (МРЭБ).
В 2000-е гг. предприятие имело названия ООО «Медвежьегорская судостроительная база» (структурное подразделение Онежского судостроительного завода), ООО «Медвежьегорский судоремонтный завод» и находилось в кризисе, несколько лет не осуществляя свою деятельность.
В мае 2012 г. базу выкупила «Торгово-промышленная нерудная компания» (ТПНК) под свои нужды и возрожден судоремонт.